# 6770 Fugate
6770 Fugate eller 1985 QR är en asteroid i huvudbältet som upptäcktes den 22 augusti 1985 av den amerikanske astronomen Edward L.G. Bowell vid Anderson Mesa Station. Den är uppkallad efter Robert Q. Fugate.
Asteroiden har en diameter på ungefär 10 kilometer och den tillhör asteroidgruppen Eos.